# Кубанка
Кубанка (на украински: Кубанка) е село в Одеска област, южна Украйна. Населението му е около 582 души.
Разположено е на 29 m надморска височина в Черноморската низина, на североизточния бряг на Куялницкия лиман и на 28 km северно от центъра на Одеса. Селото е основано през 1804 година от преселници от България.

## Известни личности
Родени в Кубанка
- Стефан Караджов (1858-1931), български финансист